# Coronigoniella truncata
Coronigoniella truncata är en insektsart som beskrevs av Young 1977. Coronigoniella truncata ingår i släktet Coronigoniella och familjen dvärgstritar. Inga underarter finns listade i Catalogue of Life.